# Últimas tardes con Teresa
Últimas tardes con Teresa és una novel·la de l'escriptor barceloní Juan Marsé publicada l'any 1966 per l'editorial Seix Barral, amb la qual va obtenir el premi Biblioteca Breve de novel·la l'any 1965.
Ambientada en una Barcelona de rics burgesos i classes marginades, relata l'amistat entre una jove universitària, burgesa i falsament rebel, i un seductor lladre de motos, que es fa passar per obrer militant revolucionari. Els personatges principals són el "Pijoaparte" (malnom de Manolo Reyes), Teresa i Maruja, i el relat afectiu de les vesprades del títol del llibre.
El llenguatge emprat reflecteix l'argot dels barris. Usa paraules i frases en català amb el propòsit de versemblança. També hi ha alguna paraula en francès i en anglès.

## Argument
La novel·la narra els amors de Manolo, més conegut com a "Pijoaparte", típic exponent de les classes baixes marginades. La seva major aspiració era aconseguir seduir Teresa, una bella noia rossa, universitària i filla de l'alta burgesia catalana. La història comença quan el Pijoaparte arriba al barris dels rics, Sant Gervasi, amb un vestit ben planxat i s'asseu en un flamant cotxe estacionat davant de l'entrada d'una festa d'estudiants, encén un cigar i espera que alguna noia es fixi en ell. En veure que això no succeeix, entra i coneix a una noia, Maruja. Té una aventura amb ella, però quan descobreix que en la seva habitació hi té penjats davantals, s'adona que no és burgesa, la desperta i li pega una plantofada a la cara, sense que ella no faci res per defensar-se, com si ja estigués acostumada a aquell tipus de tracte. Pensa que sortint amb ella aconseguirà atraure a la seva mestressa, Teresa, una universitària conflictiva, rossa i filla de pares burgesos i rics. Maruja es posa malalta i la seva malaltia desencadena l'espurna de l'amor entre el Pijoaparte i Teresa. Ella substitueix com a amant al seu "líder espiritual" Luis Trías de Giralt pel Pijoaparte. Quan Maruja mor podem comprendre com realment tots dos personatges han arribat a estar profundament enamorats l'un de l'altre i com, al mateix temps, tot s'ensorra.